# اعتراف بالقتل
اعتراف بالقتل (بالكورية: 내가 살인범이다) هو فيلم أكشن إثارة كوري جنوبي من إخراج جونغ بيونغ جيل وبطولة جونغ جاي يونغ، بارك سي هوو، كيم يونغ أي وتشوي وون يونغ، صدر الفيلم في 8 نوفمبر 2012.

## روابط خارجية
- اعتراف بالقتل على موقع IMDb (الإنجليزية)
- اعتراف بالقتل على موقع ألو سيني (الفرنسية)
- اعتراف بالقتل على موقع أول موفي (الإنجليزية)
- اعتراف بالقتل على موقع فيلمافينيتي (الإسبانية)
- اعتراف بالقتل على موقع قاعدة بيانات الفيلم (الإنجليزية)
- اعتراف بالقتل على موقع ليتربوكسد (الإنجليزية)
- اعتراف بالقتل على موقع كينوبويسك (الروسية)